# Marija Burmaka
Marija Burmaka (ukr. Марія Бурмака); rođena 17. lipnja 1970. u Harkivu; ukrajinska pjevačica, glazbenica i tekstospisateljica u različitim žanrovima: rock, pop, etno, ostalo. Glazba Marije Burmake obilježena je ukrajinskom duhovnošću, domoljubljem te lirsko-epskim sadržajem odnosno poezijom ukrajinskog i istočnoslavenskog podneblja.

## Biografija
Burmaka je rođena u Harkivu. Njezin otac poznati je povjesničar na Harkivskom nacionalnom sveučilištu. Svoju pjevačku karijeru započela je na glazbenim predavanjima i satovima gitare gdje je prepoznata njezina umjetnička kreativnost. Godine 1987. upisala je filologiju na Harkivskom sveučilištu, a godinu dana nakon toga počinje intenzivnije pjevati. Često interpretira poznate ukrajinske pisce te uglazbljuje njihovu poeziju. 
U 1989. godini Marija je postala pobjednik natjecateljskog festivala glazbene poezije »Oberih« u Lucku. Uskoro postaje po drugi puta pobjednik na prestižnom ukrajinskom glazbenom festivalu »Červona ruta«. U 1990. godini je snimila svoj prvi glazbeni album »Oj ne kvitny, vesno«.

## Albumi
- 1990. Ой не квітни, весно... (oj ne kvitny, vesno)
- 1992. Марія (Marija)
- 1994. Лишається надiя (Lyšajet'sja nadija)
- 1998. Знову люблю (Znovu ljublju)
- 2001. Iз янголом на плечi (Iz janholom na pleči)
- 2002. Мiа (Mia)
- 2003. Марія Бурмака I Am (Marija Burmaka I am)
- 2003. Марія Бурмака Live (Marija Burmaka Live)
- 2004. №9
- 2004. Ми йдемо! Найкраще (My idemo! Najkrašče)
- 2008. Саундтреки (soundtrack)

## Vanjske poveznice
- Osobne stranice Marije Burmake (ukr.)
- Glazba Marije Burmake na internetu (audio)  Arhivirana inačica izvorne stranice od 16. siječnja 2011. (Wayback Machine)